# Pat Flaherty (attore)
Pat Flaherty, nato Edmund Joseph Flaherty (Washington, 8 marzo 1897 – New York, 2 dicembre 1970), è stato un attore statunitense.

## Filmografia parziale

### Cinema
- La tragedia del Bounty (Mutiny on the Bounty), regia di Frank Lloyd (1935)
- L'impareggiabile Godfrey (My Man Godfrey), regia di Gregory La Cava (1936)
- La vita a vent'anni (Navy Blue and Gold), regia di Sam Wood (1937)
- Avventurieri dell'aria (Only Angels Have Wings), regia di Howard Hawks (1939)
- Figlio, figlio mio! (My Son, My Son!), regia di Charles Vidor (1940)
- Con mia moglie è un'altra cosa (Affectionately Yours), regia di Lloyd Bacon (1941)
- Il sergente York (Sergeant York), regia di Howard Hawks (1941)
- The McGuerins from Brooklyn, regia di Kurt Neumann (1942)
- L'ultima sfida (The Babe Ruth Story), regia di Roy Del Ruth (1948)
- The Jackie Robinson Story, regia di Alfred E. Green (1950)
- La setta dei tre K (Storm Warning), regia di Stuart Heisler (1951)
- L'impero dei gangster (Hoodlum Empire), regia di Joseph Kane (1952)
- Il pirata Barbanera (Blackbeard the Pirate), regia di Raoul Walsh (1952)

### Televisione
- The Life of Riley – serie TV, 3 episodi (1953)
- Gianni e Pinotto (The Abbott and Costello Show) – serie TV, episodio 2x02 (1953)
- Public Defender – serie TV, 2 episodi (1954)
- The George Burns and Gracie Allen Show – serie TV, un episodio (1954)